# Strijkkwartet nr. 11 (Dvořák)
Het Strijkkwartet nr. 11 in C groot, opus 61 is een compositie van de Tsjechische componist Antonin Dvořák. Hij schreef het werk in de herfst van 1881.

## Ontstaan
De opdracht kreeg Dvořák van Josef Hellmesberger. Maar hij stelde de compositie steeds uit daar hij met zijn opera Dimitrij bezig was. Tot hij in de krant las wanneer dit strijkkwartet - dat dus helemaal nog niet bestond – uitgevoerd zou worden. De grote haast waarmee hij het werk schreef, verklaart wellicht waarom hij naar thematisch materiaal van vroegere werken teruggreep.
Het strijkkwartet staat in frappante tegenstelling met het voorgaande “Slavische kwartet”. Hier dingt Dvořák met een zo klassiek mogelijke compositie naar de gunsten van de Weense kamermuziekkringen. Beethovens middelperiode (Rasumovsky-kwartet op 59) lijkt - vooral in het eerste deel - model te staan.
Het eerste deel is in sonatevorm. Het tweede deel bevat een cantilene met een middendeel van fraaie klankkleur. De gehele compositie is van een uitzonderlijke subtiele schoonheid en vol contrasten.

## Delen
- I Allegro
- II Poco adagio e molto cantabile
- III Scherzo: Allegro vivo - Trio: L'istesso tmpo
- IV Finale: Vivace

## Betekenis
De première werd afgelast vanwege de rouw na de ramp in het Ringtheater. Joseph Joachim en zijn kwartet verzorgde de première in Berlijn. Toch volgde er niet een herhaling van het succes van het Slavisch kwartet
Dvořák stelde aan zijn uitgever Simrock – niet ten onrechte - dat dit het beste van zijn kamermuziekwerken tot dusver was. Toch is dit werk altijd wat in de schaduw gebleven. Dit kwartet past niet bij het versimpeld beeld van Dvořák van naïef, landelijk natuurminnaar.
nr. 1 A · nr. 2 B · nr. 3 D · nr. 4 e · nr. 5 f · nr. 6 a · nr. 7 a · nr. 8 E · nr. 9 d · nr. 10 Es · nr. 11 C · nr. 12 F (Amerikaans) · nr. 13 G · nr. 14 As · Cipressen